# IOS
iOS (trước đây là iPhoneOS) là hệ điều hành trên các thiết bị di động của Apple. Đây là hệ điều hành chạy trên các sản phẩm gồm iPhone, các mẫu iPad trước khi iPadOS được giới thiệu vào 2019, đồng thời cũng là hệ điều hành cho iPod Touch và là hệ điều hành phổ biến thứ 2 trên toàn cầu, sau Android của Google.
Ban đầu hệ điều hành này chỉ được phát triển để chạy trên iPhone (gọi là iPhone OS), nhưng sau đó được mở rộng để chạy trên các thiết bị khác của Apple như iPod Touch (tháng 9 năm 2007) và máy tính bảng iPad (tháng 1 năm 2010 đến tháng 9 năm 2019). Tính đến tháng 1 năm 2017, App Store trên iOS chứa khoảng 2.2 triệu ứng dụng, 1 triệu trong số đó là ứng dụng chỉ dành cho iPad và được tải về tổng cộng khoảng 130 tỷ lần. Trong quý 4 năm 2010, có khoảng 26% điện thoại thông minh chạy hệ điều hành iOS, xếp sau về thị phần so với Android của Google và Symbian của Nokia.
Giao diện người dùng của iOS thân thiện với thao tác cảm ứng đa điểm bằng tay, cũng như hỗ trợ bút stylus Apple Pencil (chỉ dành cho iPad). iOS chỉ cho phép thay đổi nhạc chuông và hình nền, không hỗ trợ thay đổi giao diện. Có nhiều hãng sản xuất Android đã tùy biến giao diện Android trên thiết bị của mình giống với giao diện iOS, có thể kể đến Color OS hay MIUI. Hệ điều hành iOS là hệ điều hành chuyên biệt vượt trội, mọi thông số trên hệ điều hành iOS đều khác biệt hoàn toàn so với các hệ điều hành khác.
Phiên bản mới nhất là iOS 18 được phát hành chính thức vào ngày 16 tháng 9 năm 2024, tiếp tục hỗ trợ cập nhật cho các thiết bị từ iPhone XR trở lên.

## Lịch sử
iOS được tiết lộ tại Hội nghị và Triển lãm Macworld diễn ra vào 9 tháng 1 năm 2007 và được phát hành vào tháng 9 năm đó cùng với thế hệ iPhone đầu tiên. Khi đó, hệ điều hành này chưa có một cái tên riêng nên chỉ đơn giản là "iPhone OS". Ban đầu, ứng dụng bên thứ ba không được hỗ trợ. Steve Jobs đã tuyên bố các nhà phát triển có thể xây dựng các ứng dụng của mình chạy trên iPhone mà Apple "sẽ cư xử như những ứng dụng mặc định trên iPhone". Vào ngày 17 tháng 10 năm 2007, Apple thông báo đang phát triển bộ công cụ phát triển phần mềm cho iPhone và sẽ đưa nó đến "tay của các nhà phát triển vào tháng 2". Ngày 6 tháng 3 năm 2008, Apple đã phát hành bản dùng thử đầu tiên, cùng với một cái tên đầu tiên cho iOS, đó là "iPhone OS".
Tháng 6 năm 2010, Apple đổi tên iPhone OS thành iOS. Tuy nhiên "iOS" đã được Cisco dùng để đặt tên cho hệ điều hành của mình trước đó. Để tránh các tranh chấp bản quyền trong tương lai, Apple đã xin giấy phép sử dụng thương hiệu iOS từ Cisco, điều này giống với cách Apple đã mua thương hiệu "iPhone" để sử dụng cho điện thoại thông minh của mình.
Gần đây, bài báo cáo của Tổ chức Ân xá Quốc tế về phần mềm gián điệp Pegasus đã gây chấn động dư luận. Danna Ingleton - Phó giám đốc công nghệ Tổ chức Ân xá cho biết: "Apple tự hào về tính năng bảo mật và quyền riêng tư của mình, nhưng NSO Group đã phá vỡ tất cả. Phân tích pháp y phát hiện bằng chứng không thể chối cãi rằng phần mềm gián điệp của NSO đã lây nhiễm thành công các mẫu iPhone 11 và iPhone 12 thông qua tấn công zero-click (không nhấp chuột). Hàng nghìn iPhone có khả năng bị xâm phạm. Đây là nỗi lo toàn cầu, ai cũng có nguy cơ gặp rủi ro, ngay cả những "gã khổng lồ" công nghệ như Apple cũng không đủ trang bị để đối phó với giám sát quy mô lớn".
Tán thành lập luận từ tổ chức này, Citizen Lab - phòng nghiên cứu về bảo mật internet của Đại học Toronto (Mỹ) cùng lúc đó cũng công bố báo cáo của riêng họ. Theo đó, họ phát hiện iPhone 12 Pro Max và iPhone SE2 chạy hệ điều hành iOS từ 14.0 trở lên vẫn không thể miễn nhiễm trước Pegasus.
Bill Marcza - nhà nghiên cứu cấp cao tại Citizen Lab cảnh báo: "Apple gặp phải vấn đề đáng báo động với bảo mật trên iMessage. Hệ thống BlastDoor (được giới thiệu trên iOS 14 để ngăn cản tấn công zero-click) không giải quyết được vấn đề".
Theo Washington Post, tháng trước, một tin nhắn lạ âm thầm được gửi đến chiếc iPhone 11 của Claude Mangin - vợ của một nhà hoạt động chính trị bị bỏ tù ở Morocco. Tin nhắn này đến từ tài khoản Gmail "linakeller2203", không âm thanh, không hình ảnh, lặng lẽ vượt qua hệ thống bảo mật Apple và xâm nhập vào thiết bị của nạn nhân.
Claude Mangin tin rằng thiết bị của Apple sẽ bảo vệ cô khỏi việc bị theo dõi. Thế nhưng, cả hai chiếc iPhone 11 lẫn iPhone 6s mà cô dùng đều bị nhiễm mã độc Pegasus.
Cũng như Claude Mangin, Hatice Cengiz - hôn thê của một phóng viên tờ Washington Post gần đây mới phát hiện iPhone mình từng bị tấn công nhiều lần vào đầu tháng 10.2018. Thời điểm đó, chồng chưa cưới của cô bị sát hại. Cô cũng từng đinh ninh iPhone là thiết bị không ai có thể hack được, cho đến khi có kết quả pháp y từ Tổ chức Ân xá Quốc tế.
Các nhà nghiên cứu ghi nhận iPhone bị nhiễm Pegasus hàng chục lần trong những năm gần đây. Điều này có thể gây tổn hại đến danh tiếng của Apple, nhất là khi so với đối thủ Google.
Tổ chức Ân xá Quốc tế kiểm tra 67 smartphone, trong đó có 34 chiếc iPhone là đối tượng của Pegasus. 23 chiếc đã bị tấn công, còn 11 chiếc có dấu hiệu bị Pegasus xâm nhập nhưng chưa thành công.
Trong khi đó, chỉ có 3 trong số 15 chiếc điện thoại Android có dấu hiệu bị tấn công.
Sau khi biết tin, Apple lập tức lên án những cuộc tấn công sử dụng phần mềm Pegasus. Ivan Krstić - kỹ sư trưởng về bảo mật của Apple cho biết: "Các cuộc tấn công như thế này rất tinh vi, tốn hàng triệu USD, thường có thời gian ngắn hạn và nhắm vào các cá nhân cụ thể. Điều đó có nghĩa là chúng không phải mối đe dọa đối với phần lớn khách hàng của Apple, nhưng chúng tôi sẽ làm việc không mệt mỏi để bảo vệ người dùng, bổ sung các biện pháp bảo vệ mới cho thiết bị và dữ liệu".

## Kho hình ảnh

iPhoneOS 1 Home screen
iOS 4 Home screen
iOS 5 Home screen
iOS 6 Home screen
iOS 7 Home screen
iOS 8 Home screen
iOS 9 Home screen
iOS 10 Home screen
iOS 11 Home screen
iOS 13 Home screen
iOS 14 Home screen
iOS 15 Home screen

## Phần mềm và ngôn ngữ lập trình
Các phần mềm (ứng dụng) trên iOS được người dùng tải về từ App Store - kho ứng dụng của iOS, ngoài ra cũng có những kho ứng dụng không chính thống khác, có thể được tải qua Cydia, Sileo, Zebra khi jailbreak máy. Các phần mềm này được các nhà phát triển (developers) sử dụng ngôn ngữ lập trình Objective-C và sau này được thay thế bằng Swift.
Để đăng tải phần mềm lên App Store, nhà phát triển phải đăng ký 1 tài khoản Developer để được cấp phép phát hành phần mềm. Apple sẽ thu phí cho loại tài khoản Developer này và kiểm duyệt nội dung cũng như khả năng tương thích của ứng dụng với iOS trước khi nó xuất hiện trên App Store.